# يامازاكي أنساي
كان يامازاكي أنساي (24 يناير 1619 - 16 سبتمبر 1682) فيلسوفًا وعالمًا يابانيًا. بدأ مسيرته المهنية كراهب بوذي، إلا أنه تبنى في نهاية المطاف تعاليم تشو شي الكونفوشية الجديدة. دمج أنساي الأفكار الكونفوشية الجديدة مع ديانة الشينتو ليؤسس سويكا شينتو.

## حياته

### النشأة\البوذية
مع ولادته في كيوتو في 24 من شهر يناير من عام 1619، كان يامازاكي أنساي ابن رونين تحول إلى مهنة الطب وأصغر 4 أولاد. في سنوات شبابه، تأثر أنساي بشدة بكل من والدته وجدته. وفي حين «حثته والدته على أن يمتلك قلبًا نبيلًا جدير بابن ساموراي»، دعمته جدته في دراسته للغة الصينية. في سنوات صغره، عاد أنساي إلى منزله، وبعد عدة سنوات سمح له أخيرًا بدخول معبد ميوشين جي لطائفة رينزاي زين في كيوتو ليحصل على دراسة أشمل. وبالنظر إلى موهبته العلمية الهائلة، سمح لأنساي في أوائل عشرينياته بدخول معبد جيوكو جي في توسا. خلال الفترة التي أمضاها في توسا، نصح أنساي بشدة من قبل زملائه الرهبان بالتركيز على دراسته لتعاليم علماء الكونفوشية الجديدة، ولتبدأ بذلك عملية اعتناقه للكونفوشية الجديدة ورفضه في النهاية للبوذية. تركت كتابات العالم في سلالة سونغ، تشو شي، بشكل خاص أثر السحر على أنساي، والتي أصبحت في وقت لاحق أساس تعاليم\فلسفة أنساي الأخلاقية. في عمر ال 28، عاد أنساي إلى كيوتو، وتمكن تحت إشراف نوناكا كينزان من مواصلة دراسته للكونفوشية الجديدة، والبدء أيضًا بنشر مواده الخاصة. مع صدور عمله الأول دحض الهرطقات (هايكي 1647)، الذي رفض فيه الإيمان البوذي بصورة مطلقة، تبنى أنساي بصورة تامة «الطريق الصحيح الوحيد» للكونفوشية الجديدة.

### السنوات المتقدمة: الكونفوشية الجديدة وكيمون
بعد صدور أولى أعماله، أمضى أنساي السنوات ال 35 المتبقية من حياته يكتب وينشر ويحرر ويعلق بحواش ويضيف علامات الترقيم على نصوص كونفوشية ونصوص شنتو (زاد عددها عن 2000 صفحة). في العقد الذي تلا توسا (1647 - 1657)، عاش أنساي في كيوتو ودرس وعلم فيها. هناك، حرر أنساي عددًا كبيرًا من النصوص ونشرها (كان معظمها تعليقات على أعمال تشو شي). وذهب أنساي أيضًا مرات عديدة إلى إيدو، لإلقاء محاضرات حول مدرسة تشينغ تشو الكونفوشية الجديدة أمام عدد كبير من الداي ميو. في عام 1655، أسس أنساي مدرسة خاصة في كيوتو، وبدأ بأول حلقات المحاضرة الخاصة به في ربيع العام نفسه، وأنهاها في نهاية العام 1656.
أشير بصورة جمعية إلى مجموعة أنساي من التلاميذ الكونفوشيين بأنهم مدرسة كيمون. ركزت محاضراته على أعماله الخاصة التي اختارها بنفسه. ضمت أعماله بصورة رئيسية كتابات كونفوشية كلاسيكية كان تشو شي قد ركز عليها: التعليم الأولي وتأملات في أمور راهنة، والكتب الأربعة (التعليم العظيم ومذهب مين وتعليم كونفوشيوس ومينسيوس). إلا أنها شملت أيضًا تعليق تشينغ يي على كتاب التغيرات. في الستينيات والسبعينيات من القرن السابع عشر، حرر أنساي شخصيًا (سائرًا على خطى تشو شي) الكتب الستة الي كانت تشكل أعماله الكاملة.
بصفته أستاذًا، وصف أنساي من قبل تلاميذه بأنه «شديد الصرامة، ومخيف في بعض الأحيان، وسريع الغضب». وإجمالًا، كان أنساي يمتلك سمعة بأنه «أحادي البعد وعقائدي وغير متسامح». كان كايبارا إيكين، الذي كان من معاصري أنساي، قد حضر عدة محاضرات من محاضراته، ووجد أنساي: «متزمتًا ودوغمائيًا وأكثر اهتمامًا بالانضباط الأخلاقي الصارم من اهتمامه بالبحث في مبادئ التعليم العملي». كان من بين العلماء الكونفوشيون الجدد الذين كانوا من بين أتباع أنساي في مدرسة كيمون كينوشيتا جونان وأسامي كيساي ومياكي شوساي وساتو ناوكاتا.

### المشاركة في باكوفو وبدايات الشينتو
في عام 1658، انتقل أنساي إلى إيدو، حيث أمضى السنوات ال7 التالية من حياته، وواصل دراسته للنصوص الكونفوشية الجديدة، إضافة إلى أنه بدأ بحثه حول تأريخ لم يكمله لليابان (يستند إلى نصوص شينتو). ودعي من قبل هوشينا ماسايوكي (الداي ميو في إيزو) في عام1665 وبعد أن بنى سمعة في كل من إيدو وكيوتو كأستاذ استثنائي، لكي يصبح أستاذه الخاص. وافق أنساي على قبول المنصب وأمضى السنوات ال7 التالية من حياته كأستاذ شخصي في الفلسفة الكونفوشية الجديدة لماسايوكي. ومقابل تدريس ماسايوكي لستة أشهر خلال السنة، تقاضى أنساي راتبًا يبلغ 100 ريو ذهبية وثوبين موسميين ومعطف هاوري واحد.
على الرغم من أقاويل عن أن أنساي وماسايوكي كانا على صداقة وثيقة، رفض أنساي أن يصبح تابعًا له، وأعلن أن علماء الكونفوشية يجب أن يبقوا مستقلين عن تأثير فرد آخر. أثبت ماسايوكي بأنه مضاه فكري لأنساي، وساعده على جمع 5 أعمال مختلفة: فهرسين جغرافيين لإقليم إيزو وثلاثة نصوص كونفوشية: جيوكوسان كوجي فوروكو (ملحق لمحاضرة تشو شي في يوشان)، ونيتي جيكيوروكو (سجل عن تعليمين سياسيين لتشينغ)، وإيراكوسانشيدين شينروكو (سجل للعقل والقلب). خلال سنوات خدمته لماسايوكي، جمع أنساي عددًا أكبر من كتابات تشو شي خلال أيام عطلته في كيوتو. كان من بين هذه الكتابات: جينسيتسوموندو (أسئلة وأجوبة حول تفسيرات «الإنسانوية»)، شوغاكو مويوشو ودايكاجو كايهاتسو شو (مجموعات [توضيحات من تشو شي] حول التعليم الأولي والتعليم العظيم).
وبسبب هذه العلاقة، يعتبر أنساي أحد أكثر العلماء ارتباطًا بتوكوجاوا باكوفو. وكان أنساي قادرًا أيضًا على نيل التعاليم السرية لتقاليد يوشيدا وإيسه الخاصة بالشنتو، والتي سيستخدمها في محاولة لإعادة بناء «شنتو نقي»، يعكس طريقة الكونفوشية الجديدة.

### السنوات اللاحقة: انقسام في مدرسة كيمون
بعد وفاة ماسايوكي في عام 1672، عاد أنساي إلى كيوتو حيث أمضى العقد الأخير من حياته. خلال سنواته اللاحقة، تحول تركيز أنساي العلمي بصورة درامية نحو مشروعه للمزامنة بين الفكر الكونفوشي والشنتو. تسبب إدخال أنساي للشنتو إلى تعاليمه في نهاية المطاف بانقسام بين تلاميذه إلى قسمين: قسم اتبع كونفوشية أنساي وقسم اتبع الشنتو الخاص به. ولم تتمكن سوى قلة من اتباع الاثنين. في عام 1680، حين قدم أنساي إعادة تأويل راديكالية للتعليم العظيم تحدت الفكر الكونفوشي التقليدي، نشب خلاف بينه وبين اثنين من أفضل تلامذته، ساتو ناوكاتا وأسامي كايساي، الذين لم يقبلا بالتأويل الجديد الذي قدمه أنساي. في النهاية، طرد أنساي ناوكاتا وكايساي. وبعد ذلك، تجمع معظم تلامذته حول التلميذين المطرودين، الأمر الذي قلل عدد الأتباع الذين بقوا مخلصين لأنساي. مع انهيار مدرسته العظيمة القديمة، توفي أنساي في 16 من شهر سبتمبر من عام 1682، ودفن في جبل كوروتاني في كيوتو.

## الانشقاق عن البوذية
استند رفض أنساي للبوذية إلى ما اعتبره خطأ\نقصية أساسية في المبادئ الأخلاقية البوذية. في الكونفوشية الجديدة، كان أنساي قد وجد «الحقيقة»: الطريقة الكونية والأبدية التي لم تتوافر في البوذية. استند نقده إلى مغالطتين مرتبطتين ببعضهما رآهما في الفكر البوذي. الأولى، كان أنساي يرى أن البوذية تفتقر إلى نظام معياري للوعظ بالسلوك الأخلاقي (كان ذلك عائدًا إلى تفسيره بأن المفهوم البوذي للطبيعة «ساي» بوصفها العدم أو الفراغ كان ميتافيزيقيًا، وليس مثالًا أخلاقيًا). وبالنظر إلى ذلك، لم تحتوي البوذية على نظرية للعقل والقلب، وبذلك كانت غير ملائمة لتحفيز العقل (كان كلاهما أساسيًا لفكر أنساي الأخلاقي). من وجهة نظر أنساي الكونفوشية، كان العقل ممتلئًا (لكونه مشبعًا بطبيعته بمفاهيم العلاقات الخمس والفضائل الخمس)، وليس فارغًا (كما كان يعتبر البوذية تراه). في الفترة اللاحقة من حياته، حين كان أنساي يحاول إثبات الواحدة الأنطولوجية للشينتو والكونفوشية، أعلن أن الشنتو والكونفوشية الأولى كانتا متطابقتين قبل وصول البوذية إلى اليابان. وألقى على الأثر البوذي لوم إقامة مأزق مفتعل بين النظامين (الذين كانا يختلفان من وجهة نظر أنساي بالاسم فقط).

## التعاليم الكونفوشية الجديدة

### أثر تشو شي
اعتبرت تعاليم أنساي بأنها جزء من موجة كونفوشية جديدة أوسع عائدة لفترة توكوجاوا، أشار إليها آبي يوشينو بريكاجو (مدرسة المبدأ). بالمقارنة مع كيجاكو (مدرسة القوة المادية)، كان التركيز الرئيسي لريكاجو على التحفيز الأخلاقي والروحانية. اعتبر أتباعها ري (باللغة الصينية لي: العقل أو المبدأ العقلاني أو القانون) بأنه مبدأ متعال. وعلى الرغم من أن أنساي كان جزءًا من هذه الحركة الأوسع، لم يكن يعتبر نفسه بأي شكل «مخترع» الكونفوشية الجديدة. بل رأى في نفسه «خادمًا للحقيقة» و«ناقلًا للطريقة»، ولم يكن يرى في أي شيء كان يعلّمه ما هو جديد، نظرًا إلى أن كل ما يتعلق بالطريقة كان قد قيل في السابق من قبل الحكماء الكونفوشيين. وبشكل خاص، كان أنساي يرى في نفسه «ناقلًا أمينًا» لكتابات كل من تشو شي، والكونفوشي الجديد الكوري يي تويجي (1507 - 1570)، مع تركيز خاص على تعاليم تشو. وبسبب ذلك، كانت معظم كتابات أنساي الكونفوشية الجديدة تميل إلى أن تكون إصدارات لأعمال تشو شي، مع تعليقات من قبله.